# Не открывать до Судного дня
«Не открывать до Судного дня» (англ. The Outer Limits: Don't Open Till Doomsday) — телефильм, 17 серия 1 сезона телесериала «За гранью возможного» 1963—1965 годов. Режиссёр: Герд Освальд. В ролях — Мириам Хопкинс, Джон Хойт, Рассел Коллинз, Бак Тейлор, Нелли Бёрт.

## Вступление
Величие Зла лежит в ужасающей точности. Без смертельного таланта к тому, чтобы быть в нужном месте и в нужное время, зло будет всегда терпеть поражение. В отличие от его противоположности, Добра, Злу не дозволено испытывать никаких человеческих недостатков, допускать никакие просчеты. Зло должно быть совершенным… или зависеть от недостатков других.

## Сюжет
Однажды ночью, в 1929 году, Харви Край получил в качестве свадебного подарка конверт, на котором было написано: «Не открывать до Судного Дня» и неожиданно оба несостоявшихся молодожёна исчезают — поглощенные инопланетным конвертом. Сорок лет спустя пара неожиданно возвращается, но миссис Край снова похищают. Похититель — инопланетянин — требует от Харви Края взамен его невесты помощь в его планах разрушения Вселенной.

## Заключительная фраза
Без несущего смерть таланта к тому, чтобы быть в правильном месте в нужное время зло должно потерпеть поражение, и с каждым его поражением Судный День откладывается... по крайней мере еще на один день.